# Державна геодезична мережа України фундаментальна
Держа́вна геодези́чна мере́жа Украї́ни фундамента́льна — мережа пунктів, координати яких визначені за допомогою сучасних космічних технологій з найвищою точністю.
Основа Державної геодезичної мережі України фундаментальної складається із 15 пунктів, які рівномірно розташовані на території країни та закріплені на місцевості спеціальними знаками, що забезпечують їх збереження і стійкість упродовж тривалого часу.
Перший етап спостережень проведено 1995 за допомогою GPS-приймачів різних установ та організацій. На другому етапі (2000) до Державної геодезичної мережі України фундаментальної залучено ще близько 40 пунктів існуючої Державної геодезичної мережі  України 1-го класу.
Основне призначення Державної геодезичної мережі України фундаментальної — координатно-часове забезпечення зв'язку існуючої Державної геодезичної мережі України із загальноземною системою відліку ITRF та європейською геодезичною системою ETRF.
На пунктах Державної геодезичної мережі України фундаментальної планується виконання повторних GPS-спостережень, а також комплекс астрономічних, гравіметричних та геофізичних вимірювань.